# 洛朗·卡塞格兰
洛朗·卡塞格兰（法語：Laurent Cassegrain，法語發音：[loʁɑ̃ kasgʁɛ̃]；约1629年—1693年9月1日），法国天主教神父，因发明卡塞格兰反射镜（一种折叠式双镜片反射望远镜）而知名。

## 生平
洛朗·卡塞格兰大约于1629年，出生在法国沙特尔地区，是马蒂兰·卡塞格兰（Mathurin Cassegrain）和热阿娜·马尔凯（Jehanne Marquet）的儿子。
早年受教育情况现已不清楚。1654年时，成为一名牧师暨教授。他对声学、光学和力学非常感兴趣，生前他是沙特尔学院—一所类似高中的法国中等教育学校中的科学课老师。
1693年9月1日他在厄尔-卢瓦省绍东去世。

## 与卡塞格兰反射镜的关系

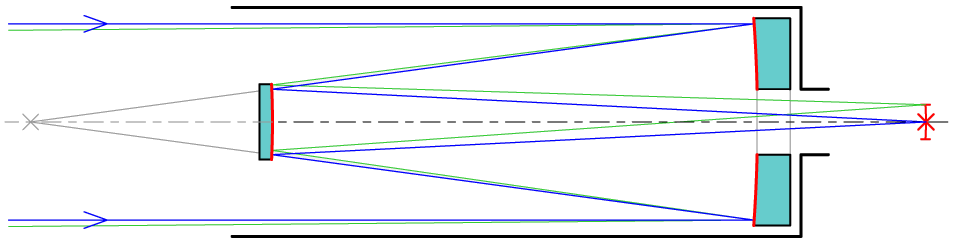
卡塞格兰反射镜中的光线路径

卡塞格兰望远镜镜是一种通过光轴上的凸面次镜将光线反射到主镜的一个孔中，使光线抵达目镜的反射镜，从而解决了在不妨碍主镜前提下观看图像的问题。
该望远镜被首次提到，是在17世纪法国科学杂志《艺术与科学会议文件和摘要》第八版一篇让-巴蒂斯特·德尼于1672年4月25日发表的文章中，在该文章中摘录了一段沙特尔学院"德贝尔先生"(沙特尔科学学院的学者)信中的内容，德贝尔先生在信中附注中讲叙了一位名叫"卡塞格兰"的人，发明了一种带放大功能的新型反射望远镜-一种在主镜前安放了一块凸面次镜的卡塞格兰反射镜。这在当时普遍使用艾萨克·牛顿发明的"牛顿望远镜"时期是所第一种公布的实用反射望远镜。1672年6月13日，克里斯蒂安·惠更斯曾发表了对卡塞格兰设计的严厉抨击，可能他觉得这是一种取代牛顿望远镜的"威胁"。但不管动机如何，在持续了一段时间的论战风暴后，卡塞格兰的名字很快就被人们忘记。
有关"卡塞格兰"这一身份曾有过多种说法，对他的报导只有1672年4月25日《艺术与科学会议文件和摘要》一封有关放大/反射望远镜的信件。长期来，凡不得不涉及他名字的著作都标注为“不确定”。例如：在《大不列颠百科全书》(1974年发表的第15版)中对这一词条，仅列出为"卡塞格兰 N"，看似引自1855年费迪南德·赫费尔（Ferdinand Hoefer）在巴黎出版的《新一般传记》(Nouvelle biographie générale)。其它书本中则认为"N"代表"尼古拉"。部分来源（如《大百科全书》, 9, 696）声称该名字实际是纪指"纪尧姆"—在1684年和1686年路易十四建楼帐本中和1693年巴黎公证卷宗中所提到的一位铸铁匠和雕塑匠；而外科医生雅克在《科学学院回忆录》中曾提到，在1691年修复沙特尔大教堂尖顶一块磁铁上发现了另一个名字。
1997年两位法国天文学家——安德烈·巴拉纳（André Baranne）和弗朗索瓦丝·洛奈（Françoise Launay）经过长期细致的调查，包括寻找未发表的手稿和分析卡塞格兰曾居住过的地区教会登记册(先在沙特尔，后到诺让勒鲁瓦附近的绍东，最终认为最有可能之人大概就是"洛朗·卡塞格兰"。